# Лихач, Михаил Александрович

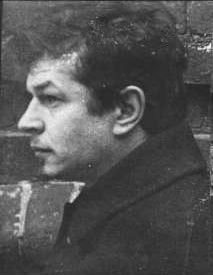
М. А. Лихач в Бутырской тюрьме, 1922.

Михаил Александрович Лихач (20 октября 1887 — 1931) — эсер, член Всероссийского учредительного собрания, управляющий отделами труда и образования  Верховного управления Северной области в Архангельске со 2 августа по 27 сентября 1918 года.

## Биография
Родился в семье исправника. Выпускник Витебской гимназии. Поступил учиться в Петербургский, затем учился Московском университете, курс не окончил. Поступил в Московский коммерческий институт. В 1903 году стал членом партии социалистов-революционеров. В 1904 арестован, один год находился в тюрьме, передан под надзор родителей. Организовал боевую дружину в Невском районе Санкт-Петербурга. В 1907 сослан в Вологодскую губернию с правом выезда за границу. Эмигрировал, учился в Мюнхенском университете. Сведения о завершении высшего образования противоречивы, по одним источникам окончил Мюнхенский университет, по другим, связанным с арестом в 1921 году, у него было лишь  незаконченное высшее образование.  В 1909 сослан в Архангельскую губернию, в 1912 вернулся в Петербург. В 1916 году мобилизован в армию, прапорщик 4-го артиллерийского полка. В 1917 председатель комитета XII-й армии. В последних числах октября 1917 на съезде XII армии в Вендене первоначально председателем съезда был избран большевик С. М. Нахимсон, а после переголосования — М. А. Лихач.  Делегат IV съезда партии социалистов-революционеров, избран в ЦК ПСР.
В конце 1917 года избран во Всероссийское учредительное собрание от Северного фронта по списку № 3 (эсеры и Совет Крестьянских Депутатов). Член  бюро эсеровской фракции в Учредительном Собрании. Участвовал в его единственном заседании 5 января 1918 года в Петрограде. Политическая позиция в этот момент определялась как  "левоцентрист". Член ВЦИК 3-го и 4-го созывов.

### Во время Гражданской войны
После антибольшевистского переворота 2 августа 1918 года в Архангельске вошёл в состав Верховного управления Северной области  в качестве управляющего отделами труда и образования. Военный руководитель переворота в Архангельске капитан 2-го ранга Г. Е. Чаплин негативно относился к Верховному управлению, составленному в основном из представителей социалистических партий. И в 11 часов в ночь с 5 на 6 сентября 1918 года он и подчиняющаяся ему офицерская рота арестовали членов правительства: Чайковского, Маслова, Лихача, Гуковского и Зубова прямо в общежитии, где они жили, и затем, погрузив на пароход, отправили в Соловецкий монастырь. Но переворот не поддержали представители дипломатического корпуса под эгидой американского посла Фрэнсиса и по их требованию арестованные были возвращены в Архангельск
Был найден более изящный способ избавится от эсеров, так раздражавших военных. Лихач вместе с Дедусенко и Масловым в составе делегации Северной области был командирован главой правительства Чайковским к Колчаку в Омск для установления контактов с правительством Уфимской директории.
Прибыли в Омск в момент колчаковского переворота. 17 ноября 1918 года делегация Северной области в полном составе присутствовала при аресте офицерами-красильниковцами Роговского, Авксеньева и Зензинова на квартире Роговского, однако Лихач, (как и Дедусенко, и Маслов) в этот момент арестован не был.  Позднее был арестован в Омске колчаковцами, но вскоре освобождён.

### Арест и следствие
Арестован 26 января 1921 года. На следствии по делу партии эсеров (1921-1922) отказался давать показания. В ходе процесс Лихач выступил с несколькими протестами, в частности он заявил, что обвиняемым дали всего 24 часа для того, чтобы ознакомиться с многотомным делом:79.  Он также протестовал против обращения с подсудимыми: заседания не заканчиваются раньше полуночи, подсудимые проводили в здании суда по 12 часов, их перевозили крытом грузовичке с зарешеченными окнами (Лихач назвал его "собачьим фургоном"), в котором 22 подсудимых с трудом помещались:103. В последнем слове М. А. Лихач сказал:

Вам угодно расстрелять социалистов для того, чтобы на этих социалистов демократического толка возложить всю ответственность за ваши неудачи, за ваше внутреннее банкротство, за банкротство всей той политики которую вы ведёте. Ну что же, против этого мы возражать не будем. Вам угодно нас расстрелять, пожалуйста, но мы были социалисты, есть социалисты и будем социалистами. Разбить ту правду о нас, которая сейчас есть в западно-европейском пролетариате, утвердить в том, что мы буржуазные заговорщики, вам никогда не удастся. Мы жили социалистами и умрем социалистами.
7 августа 1922 года М. А. Лихач был приговорён к смертной казни с отсрочкой приговора до совершения эсерами первого теракта. В январе 1924 года смертная казнь заменена на 5 лет лишения свободы со строгой изоляцией. Отбывал наказание в Бутырской тюрьме. С 9 октября — 1 ноября 1925 года участвовал в так называемой "развезённой" групповой голодовке. Конфликт, приведший к голодовке, развивался следующим образом.  11 и 12 июля 1925 года ОГПУ повторно арестовало осуждённых по процессу правых эсеров и выпущенных в ссылку А. Р. Гоца и Е. М. Тимофеева соответственно в Ульяновске и Коканде. В ответ они объявили голодовку. 9 октября к голодовке Гоца и Тимофеева присоединились Агапов, Раков, Гендельман, Герштейн, Лихач, Иванов, Иванова и Федорович. По указанию начальника СО ОГПУ Дерибаса голодающие были развезены в разные тюрьмы, Лихач отправлен в Ново-Николаевскую тюрьму. Развезённые в разные тюрьмы голодающие выдвинули дополнительное требование — возвращение в Бутырскую тюрьму в Москве. 25 октября после обещания возвращения в Москву Лихача, как и другие участники, голодовку прекратил. 25 января 1926 года был приговорён к ссылке в Воронеж на 3 года, затем срок ссылки дважды продлевался на 1 год. Работал экономистом металлтреста. В 1928 году по версии ОГПУ руководил Центрально-Чернозёмной организацией эсеров, собирал у себя членов партии на квартире, готовил побег из воронежской ссылки. Ратовал за свободу слова в СССР, что впоследствии рассматривалось как антисоветская агитация. Арестован 1 сентября 1930 г. по «делу Трудовой крестьянской партии». 28 февраля 1931 г. осуждён к 3 годам лишения свободы. Умер в Челябинской тюрьме от воспаления лёгких.

## Оценки современников
Политический противник М. А. Лихача капитан Г. Е. Чаплин считал, что:

Лихач был одно время комиссаром XII-армии и приложил немало усилий для её окончательного развала

## Семья
- Первая жена — Людмила Александровна Лихач, урождённая ?, эсерка[14][19].
- Вторая жена — Дарья Гавриловна Соловьева-Лихач, бывшая эсерка, по её инициативе 19 октября 1925 в 17 отделении нарсуда города Ленинграда прошёл процесс по расторжению брака с М. А. Лихачём, который в это время держал бессрочную голодовку в Ново-Николаевской тюрьме[14][17].
- Сестра — М. А. Лихач[14].